# أيانو كيشي
أيانو كيشي (باليابانية: 岸彩乃؛ بالكانا: きし あやの) هي ترامبولينية ‏ يابانية، ولدت في 29 أكتوبر 1992 في طوكيو في اليابان.

## وصلات خارجية
- أيانو كيشي على موقع الاتحاد الدولي للجمباز (licence) (الإنجليزية)
- أيانو كيشي على موقع الاتحاد الدولي للجمباز (biography) (الإنجليزية)
- أيانو كيشي على موقع اللجنة الأولمبية الدولية (الإنجليزية)
- أيانو كيشي على موقع أوليمبيديا (الإنجليزية)